# Зимске олимпијске игре 1956.
VII Зимске олимпијске игре су одржане 1956. године у Кортини д' Ампецо, у Италији. МОК је Игре доделио Кортини у конкуренцији Колорадо Спрингса, Лејк Плесида и Монтреала.
Биле су то прве Зимске олимпијске игре на којима се појавио тим Совјетског Савеза. Они су одмах преузели доминацију по броју освојених медаља, а слична премоћ ће се наставити на готово свим следећим Зимским играма све до распада те државе.
Ово су биле и прве Зимске игре које су биле праћене директним телевизијским преносом, али и задње игре на којима су се такмичења у уметничком клизању одржала на отвореном.
У такмичарском програму су се истакнули следећи појединци и тимови:
- Тони Саилер из Аустрије није имао достојног противника у алпском скијању: не само да је победио у све три тадашње дисциплине (слалом, велеслалом, спуст) већ је то учинио на импозантан начин: спуст је победио с 3,5 секунди размака испред дугог, имао је најбрже обје вожње слалома а у велеслалому у остварио предност над другопласираним од чак 6,2 секунде.
- САД су имале најуспешније појединце у уметничком клизању: код жена је победила Тенлеј Албрајт, док су у мушкој конкуренцији све три медаље отишле у ту државу, а злато је освојио Хејс Алан Џенкинс. Сличну доминацију су показали представници Совјетског Савеза у брзом клизању, који су освојили три од четири одржане дисциплине у том спорту.

## Списак спортова
| - Алпско скијање - Боб - Брзо клизање - Хокеј на леду - Уметничко клизање |  | - Нордијско скијање: - Скијашко трчање - Нордијска комбинација - Скијашки скокови |

## Списак поделе медаља
(Медаље домаћина посебно истакнуте)
| Зимске олимпијске игре - Кортина д'Ампецо 1956. | Зимске олимпијске игре - Кортина д'Ампецо 1956. | Зимске олимпијске игре - Кортина д'Ампецо 1956. | Зимске олимпијске игре - Кортина д'Ампецо 1956. | Зимске олимпијске игре - Кортина д'Ампецо 1956. | Зимске олимпијске игре - Кортина д'Ампецо 1956. |
| ----------------------------------------------- | ----------------------------------------------- | ----------------------------------------------- | ----------------------------------------------- | ----------------------------------------------- | ----------------------------------------------- |
| Пласман                                         | Држава                                          | Злато                                           | Сребро                                          | Бронза                                          | Укупно                                          |
| 1                                               | СССР                                            | 7                                               | 3                                               | 6                                               | 16                                              |
| 2                                               | Аустрија                                        | 4                                               | 3                                               | 4                                               | 11                                              |
| 3                                               | Финска                                          | 3                                               | 3                                               | 1                                               | 7                                               |
| 4                                               | Швајцарска                                      | 3                                               | 2                                               | 1                                               | 6                                               |
| 5                                               | Шведска                                         | 2                                               | 4                                               | 4                                               | 10                                              |
| 6                                               | Сједињене Америчке Државе                       | 2                                               | 3                                               | 2                                               | 7                                               |
| 7                                               | Норвешка                                        | 2                                               | 1                                               | 1                                               | 4                                               |
| 8                                               | Италија                                         | 1                                               | 2                                               | 0                                               | 3                                               |
| 9                                               | Уједињени тим Немачке                           | 1                                               | 0                                               | 1                                               | 2                                               |
| 10                                              | Канада                                          | 0                                               | 1                                               | 2                                               | 3                                               |
| 11                                              | Јапан                                           | 0                                               | 1                                               | 0                                               | 1                                               |
| 12                                              | Мађарска                                        | 0                                               | 0                                               | 1                                               | 1                                               |
| 12                                              | Пољска                                          | 0                                               | 0                                               | 1                                               | 1                                               |
| Укупно                                          | Укупно                                          | 25                                              | 23                                              | 24                                              | 72                                              |